# Location Intelligence
Location Intelligence als Teil der Business Intelligence BI ist die Fähigkeit, Wissen anzuwenden, das durch den Zugriff auf Informationen sowie die Analyse und Aufbereitung dieser Informationen unter Berücksichtigung räumlicher Zusammenhänge entsteht. Sie beschreibt das Konzept, dass Organisationen mit Hilfe von Standortinformationen ihre Kunden, Bürger und Märkte besser verstehen und einen Wettbewerbsvorteil erzielen.
Der Begriff Location Intelligence hat seinen Ursprung in den Bereichen Business Intelligence und Geoinformationssysteme und wurde nachweislich bereits im Jahr 2000 im OECD Information Technology Outlook 2000 verwendet, bevor 2001 das Unternehmen MapInfo dieses im Markt als eigenständigen Begriff positionierte.
Das US-amerikanischen Technologieunternehmen Pitney Bowes, das 2007 MapInfo akquirierte, leitet seine Definition von Location Intelligence in seinem White Paper “Location Intelligence – Meeting IT Expectation” wie folgt ab:

„Eine raumbezogene Information, allgemein bekannt als „Ort“, bringt naturgemäß die Einbeziehung des „wo“ mit sich. Der Raumbezug ist nicht auf einen geographischen Ort beschränkt. Jedoch der am häufigsten auftretende geschäftliche Einsatz raumbezogener Informationen beschäftigt sich damit, wie eine raumbezogene Information mit einem Ort auf der Erde in Beziehung steht. Miriam-Webster definiert Intelligenz als „die Fähigkeit zu lernen oder zu verstehen, oder die Fähigkeit zur Anwendung von Wissen, um seine Umwelt zu manipulieren“.
Das Kombinieren dieser Begriffe zeigt auf, wie man ein Verständnis über die räumlichen Aspekte von Informationen erreichen und anwenden kann, um einen signifikanten Wettbewerbsvorteil zu erzielen.“

Die Yankee Group definiert in ihrem White Paper Location Intelligence in Retail Banking wie folgt:

„… ein betriebswirtschaftlicher Begriff für die Anwendung von Fähigkeiten zur Visualisierung, Kontextualisierung und Analyse von Geodaten, um ein geschäftliches Problem zu lösen.“

ESRI definiert Location Intelligence in Using Location Intelligence to Maximize the Value of BI wie folgt:

„Location Intelligence ist definiert als die Fähigkeit, komplexe Daten durch den Einsatz von geographischen Beziehungen zu organisieren und zu verstehen. LI organisiert Geschäfts- und geographisch referenzierte Daten, um die Beziehung einer Position zu Menschen, Ereignissen, Transaktionen, Einrichtungen und Anlagen aufzudecken.“

Die Wissensplattform geomarketing.de nimmt in dem Artikel Location Intelligence vs. Geomarketing eine wichtige Abgrenzung zum Marketing vor. Demnach umfasst die Location Intelligence die Analytik ortsbezogener (raumbezogener) Daten und deren Darstellung zur Optimierung von Entscheidungsprozessen, Geomarketing hingegen optimiert gesamten Marketing-Mix.